# Маллт-и-Нос
Маллт-и-Нос (валл. Mallt-y-Nos), также известна как Ночная Маллт или Ночная Матильда — в валлийской мифологии страшная старуха, разъезжающая с Арауном и гончими Аннуна (Дикой Охотой), преследуя скорбящие потерянные души для Аннуна. Маллт-и-Нос гонит гончих вперёд воплями и стенаниями, как утверждают некоторые, злыми по своей природе.
Другие говорят, что раньше она была красивой, но нечестивой норманской женщиной благородного происхождения, которая настолько любила охоту, что однажды сказала: «Если в раю нет охоты, мне там нечего делать». Однако позже она пожалела о своих словах и теперь плачет одновременно от страдания и радости вечной охоты в ночном небе.

## В мифах других народов
«Долину Мург в северной части Шварцвальда (Германия) часто посещает Дикий охотник в женском обличье. В одеждах, которые носили триста лет тому назад, женщина едет по полянам Чёрного леса или лунными ночами парит в воздухе. На голове у неё большая чёрная шляпа, едет она верхом на чёрном коне, за ней следует свора черных псов, выдыхающих огонь. Считается, что это призрак бывшей графини Эберштайн, которая из-за ложной клятвы, данной ею, была осуждена вечно делать то, что на земле было её любимым занятием. Будучи ещё жительницей физического мира, она незаконно предъявила претензии на землю, которая принадлежала её соседу графу Вюртембергу, так как ей хотелось охотиться в его части леса. По договоренности она встретилась с графом на спорной территории, чтобы вместе обсудить границы. Доводы были явно не в пользу графини, но она поклялась, призвав небеса в свидетели, что стояла на своей земле. В каком-то смысле, так оно и было, потому что коварная графиня, отправляясь на встречу, положила в каждый свой ботинок по горсти земли с собственной территории. К этой клятве она добавила, что никакая сила ни в раю, ни в аду не сможет помешать ей вечно охотится в этом лесу, если она захочет. Следствием её ложной клятвы стало то, что она теперь обречена охотиться верхом на демоническом коне со сворой у своих ног до скончания веков».